# Lucía Gómez-Robledo
Lucía Gómez-Robledo (Nueva York, 15 de agosto de 1990) es una actriz estadounidense, conocida por su papel de Mafer en la serie Cómo sobrevivir soltero (2021) producida por Amazon Prime Video.

## Biografía
Gómez-Robledo nació en Nueva York, Estados Unidos y creció en la Ciudad de México. Egresada del Baccalauréat por el colegio Liceo Franco Mexicano en Literatura y Teatro, graduada como Licenciada en Literatura latinoamericana por la Universidad Iberoamericana, y se graduó en el conservatorio de teatro Estudio de actuación Stella Adler de Nueva York. Ha escrito teatro y producido sus obras en Ciudad de México y Nueva York. Habla con fluidez francés, inglés, español e italiano. Su hermano, Jerónimo Gómez-Robledo es un director y cineasta nacido en Suiza.

## Carrera
Comenzó su carrera en la televisión, interpretando a Teresa Forlán en la telenovela Toni, la chef (2015) de Nickelodeon Latinoamérica. Más tarde apareció en 31 episodios de la telenovela Vuelve temprano en el papel de Margarita. Otros de sus proyectos han sido la serie de Netflix, Club de Cuervos como Rosalinda, la serie Cómo sobrevivir soltero (2021) como Mafer, la película dramática Leona (2018) como Sofía, Love at Mariposa Beach (2023) como Claire, Volver a caer (2023) como Kiti.
Tuvo una pequeña aparición en la cinta Saw X (2023) junto a Tobin Bell, como una técnica del hospital. Entre sus futuros proyectos se encuentran la cinta de terror Jugaremos en el bosque junto a Arturo Ripstein, y la cinta cómica Una Historia de Amor y Guerra junto a Manuel García Rulfo y Darío Yazbek.